# Georg von Küchler
Georg Carl Wilhelm Friedrich von Küchler (Hanau, 30 de mayo de 1881 - Garmisch-Partenkirchen, 25 de mayo de 1968) fue un militar alemán que participó en la Primera y Segunda Guerra Mundial, alcanzando el rango de mariscal de campo (Generalfeldmarschall). Durante la guerra germano-soviética de 1941-1945, estuvo al mando del 18.° Ejército y posteriormente del Grupo de Ejércitos Norte. Hasta el 31 de enero de 1944, que fue destituido del mando por su incapacidad para detener el avance de las tropas soviéticas durante la ofensiva de Leningrado-Nóvgorod. Tras su destitución, pasó a la reserva, y durante el resto de la guerra no recibió ningún mando más.
Después del final de la guerra, fue juzgado en el Juicio del Alto Mando, como parte de los juicios posteriores de Núremberg. El 27 de octubre de 1948 fue condenado a veinte años de prisión por crímenes de guerra y de lesa humanidad cometidos en la Unión Soviética. Fue puesto en libertad en 1953.

## Biografía

### Infancia y juventud
Georg von Küchler nació el 30 de mayo de 1881 en el Castillo de Philippsruhe en Hanau, provincia de Hesse-Nassau, Imperio Alemán, la familia de Küchler eran junker prusianos. Ingresó en el Ejército Imperial en 1900 como oficial cadete de artillería. Fue destinado al 25.º Regimiento de Artillería de Campaña y al año siguiente fue comisionado como Leutnant (segundo teniente). Permaneció en su regimiento hasta 1907, cuando fue asignado a la Escuela de Equitación Militar. Recibió un ascenso a Oberleutnant (primer teniente) en 1910 y estudió en la Academia Militar Prusiana (1910-1913). Después de su graduación de la academia en 1913, se unió al Gran Estado Mayor en Berlín.

### Primera Guerra Mundial
Cuando comenzó la Primera Guerra Mundial, Küchler fue enviado al Frente Occidental. Ahora un Hauptmann (capitán), se le dio el mando de una batería de artillería . Participó en las batallas de Somme y Verdún y más tarde combatió en la provincia de Champaña. A los pocos meses de llegar al frente occidental, ya había sido condecorado con la Cruz de Hierro de 1.a clase y la Orden de Hohenzollern.
Después de servir en el frente, Küchler desempeñó funciones de personal en el IV Cuerpo y más tarde en el VIII Cuerpo. A finales de 1916 era el «Oficial de Estado Mayor de Operaciones» de la 206.ª División de Infantería. Regresó a Alemania más tarde en la guerra para ocupar un puesto similar en la 8.ª División de Reserva. Al final de la guerra, estaba en el estado mayor de Rüdiger von der Goltz, comandante de la División del Mar Báltico. Después del armisticio y todavía en el Báltico, se unió a los Freikorps y luchó contra el Ejército Rojo en Polonia.

### Periodo de entreguerras
Después de la guerra, Küchler permaneció en la Reichswehr de la posguerra. Inicialmente sirvió en el 1.er Distrito Militar en Prusia Oriental antes de recibir el mando de una batería en el 5.º Regimiento de Artillería. Ascendido a mayor en 1924, fue nombrado comandante de Münster por un tiempo, antes de servir en el Ministerio de Defensa como inspector de escuelas. En 1931 había alcanzado el rango de Oberst (coronel) y al año siguiente fue subcomandante de lo que se convertiría en la 1.ª División de Infantería. En 1934 fue nombrado comandante de la división y ascendido a Generalmajor en octubre. Recibió un nuevo ascenso al año siguiente, a Generalleutnant y un nuevo puesto, Inspector de Escuelas del Ejército.
En 1938, Küchler apoyó a Adolf Hitler cuando este destituyó a Werner von Blomberg y Werner von Fritsch. En esta etapa de su carrera, Küchler era General de Artillería y comandante del 1.er Distrito Militar. Este fue un puesto de suma importancia ya que estaba en Prusia Oriental en gran parte rodeado por Polonia. Gran parte de su trabajo consistió en mejorar las defensas del área, en marzo de 1939, sus tropas marcharon hacia la ciudad lituana de Memel (actual Klaipėda).

### Segunda Guerra Mundial

#### Invasión de Polonia y Francia
Al estallar la Segunda Guerra Mundial, la sede del distrito de Küchler fue designada como el 3.º Ejército de la Wehrmacht. Ahora controlaba siete divisiones de infantería, la Panzer Division Kempf más cuatro comandos del tamaño de una brigada. Durante la invasión de Polonia, algunas de las tropas de Küchler capturaron Danzig mientras el grueso de sus fuerzas avanzaba contra el ejército polaco en Modlin. Donde capturó 10.000 prisioneros, la Panzer Division Kempf estaba a cincuenta millas de Varsovia pero, junto con el resto del 3.º Ejército, fue desviado hacia el este de Polonia. Las fuerzas de Küchler se ocuparon de las unidades polacas en el área y luego se unieron con las tropas soviéticas. Al final de la campaña polaca, Küchler, que todavía tenía su base en Polonia, fue designado comandante del Comando de la Frontera Norte del Ejército.
Küchler se negó a utilizar a sus soldados para perseguir a civiles judíos y polacos, y le explicó al Gauleiter de Prusia Oriental Erich Koch que «el ejército alemán no es el proveedor de una banda de asesinos». Esto enfureció a Himmler y Küchler fue destituido del mando. En noviembre de 1939, el comandante en jefe del ejército Walther von Brauchitsch lo nombró Comandante del 18.º Ejército, que por aquel entonces se estaba organizaba en el norte de Alemania. Dicho ejército constaba de cinco divisiones de infantería, así como una división motorizada y la 9.ª División Panzer, el ejército estaba destinado a realizar operaciones contra Holanda.
Con este Ejército, y bajo las órdenes del general Fedor von Bock, participó, en mayo de 1940, en la Batalla de Francia, ocupando primero Holanda y luego Bélgica, tomando Amberes el 18 de mayo de 1940. Avanzó luego hacia Francia, intentando cortar la ruta de retirada de la Fuerza Expedicionaria Británica hacia el Canal de la Mancha, aunque no fue capaz de evitar el repliegue inglés en Dunkerque. Al finalizar la campaña, el 19 de julio de 1940, fue ascendido a coronel general.

#### Invasión de la Unión Soviética
En 1940 apoyó la política racial nazi y ordenó, el 22 de febrero, el cese de cualquier crítica a «la lucha étnica que se lleva a cabo en el Gobierno General, por ejemplo, la de las minorías polacas, de los judíos y de las cuestiones de la Iglesia». Su orden explicaba que la «solución étnica final» requería medidas únicas y duras.
Küchler fue un partidario activo de la planeada guerra de aniquilación (Vernichtungskrieg) contra la Unión Soviética. Después de reunirse con Hitler en marzo de 1941 para planificar la Operación Barbarroja, Küchler les dijo a sus comandantes de división el 25 de abril de 1941:

De Rusia nos separa un profundo abismo ideológico y racial. Rusia es, ya sólo por la inmensidad de su territorio, un estado asiático. El Führer no desea pasar a una generación posterior la responsabilidad de la existencia de Alemania; ha decidido forzar el enfrentamiento con Rusia antes de que termine el año. Si Alemania desea vivir en paz durante generaciones, a salvo del amenazador peligro del este, no puede limitarse a obligar a Rusia a retroceder un poco, ni siquiera centenares de kilómetros, sino que el objetivo debe ser la aniquilación de la Rusia europea para disolver el estado ruso en Europa.

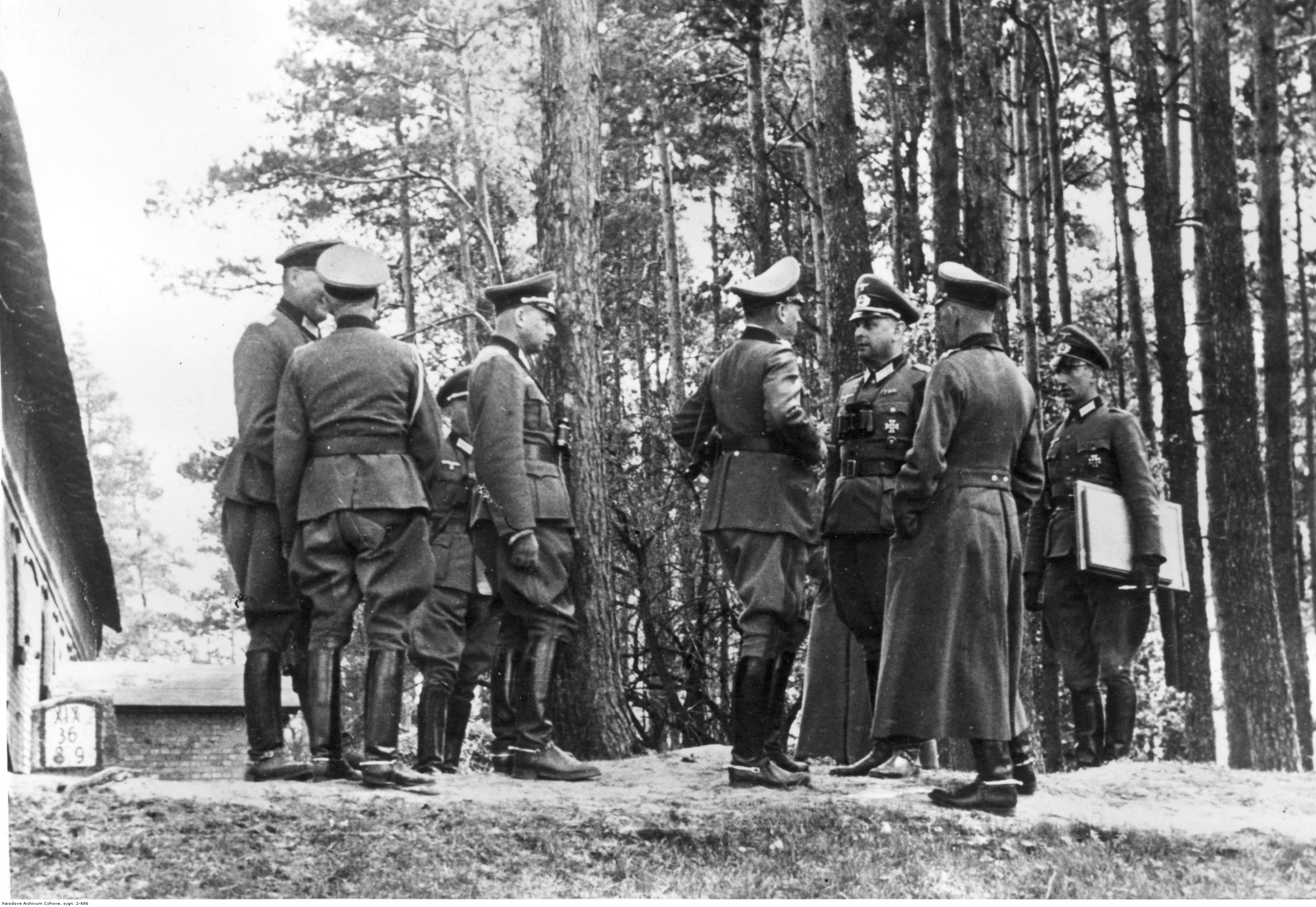
El general Georg von Kuchler (cuarto por la derecha) hablando con sus comandantes frente a su cuartel general en un bosque.

El 6 de junio de 1941, el Alto Mando del Ejército alemán redactó la famosa Kommissarbefehl (orden sobre los comisarios), que declaraba que —una vez que comenzase la invasión de Rusia— el Ejército tenía derecho a fusilar a todos los cuadros del Partido Comunista que encontrase en su camino. Küchler apoyó la declaración con entusiasmo. «Los comisarios políticos son criminales», afirmó. «Hay que juzgarlos y condenarlos a muerte. En una campaña en el este, se ahorrarán vidas alemanas y se facilitará el avance con estas medidas».
Durante la Operación Barbarroja, el 18.° Ejército, integrado en el Grupo de Ejércitos Norte del mariscal de campo Wilhelm von Leeb, se abrió paso hacia Ostrov y Pskov después de que las tropas soviéticas del Frente del Noroeste se retiraran hacia Leningrado. El 10 de julio de 1941, tanto Ostrov como Pskov fueron capturados y el 18.° Ejército llegó a Narva y Kingisepp, desde donde prosiguió el avance hacia Leningrado desde la línea del río Luga. Esto tuvo el efecto de crear posiciones de asedio desde el golfo de Finlandia hasta el lago Ládoga, con el objetivo final de sitiar Leningrado.
Küchler estuvo directamente involucrado en el asesinato de personas con discapacidad mental en la Unión Soviética ocupada. En diciembre de 1941, con su expreso consentimiento, unidades de las Sicherheitsdienst (SD) fusilaron a 240 enfermos mentales.
El 17 de enero de 1942 sustituyó a Von Leeb al frente del Grupo de Ejércitos Norte, y el 30 de junio del mismo año fue ascendido a Generalfeldmarschall. Durante el tiempo que estuvo al mando del Grupos de Ejércitos Norte intensificó los ataques artilleros y aéreos sobre Leningrado, no consiguiendo rendir la ciudad. Como premio a la defensa que realizó a finales de julio y principios de agosto de 1943 ante la ofensiva soviética de Mga al sur del lago Ládoga, Küchler fue condecorado con la Cruz de Caballero con Hojas de Roble.
El 21 de diciembre de 1943, en previsión de la inminente ofensiva soviética, el comandante del Grupo de Ejércitos Norte Georg von Küchler, ordenó que, en medio del duro invierno ruso, se evacuara todos los civiles que hubiera entre la posición actual de sus Ejércitos y la Línea Panther. Les obligaron a desplazarse a marchas forzadas a centenares de kilómetros hacia la retaguardia sin alimentos, medios de transportes (que habían sido todos requisados por los alemanes) o ropa de abrigo.
El 30 de diciembre, Küchler insistió: «La población de la zona rusa ocupada al este de la Línea Panther debe ser evacuada con la mayor rapidez posible. Hay que alistar a todos los hombres que se encuentren en condiciones. No deben tenerse miramientos con la preservación de la unidad de las familias. No se proporcionará transporte tirado por caballos ni alimentos. Es obligación de todos los jefes y oficiales ejecutar correctamente estas órdenes, y todo fallo en este sentido será tratado como un delito de gravedad excepcional.» Muchos de los civiles, obligados a abandonar sus hogares sin medios de transporte ni alimentos o ropa de abrigo, murieron.

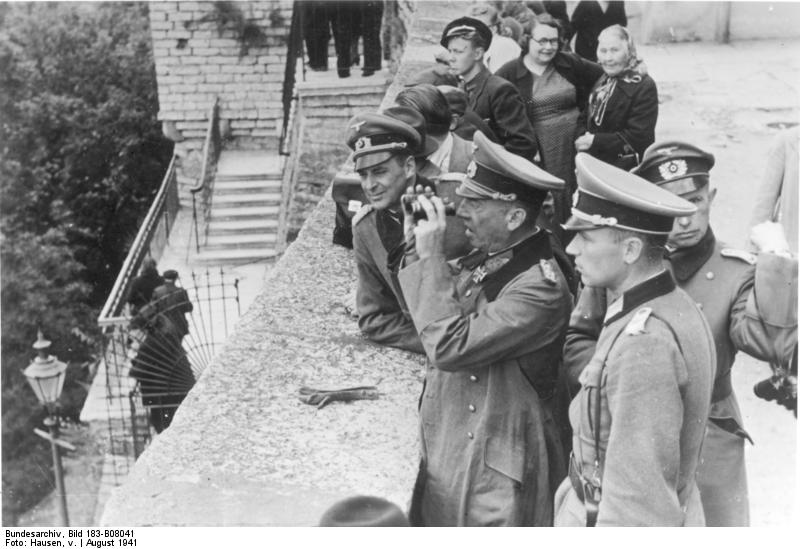
Küchler con prismáticos en agosto de 1941 durante la invasión alemana de la Unión Soviética

El 14 de enero de 1944, el Ejército Rojo lanzó la ofensiva de Leningrado-Nóvgorod que finalmente expulsó a las tropas nazis de las afueras del sur de la ciudad. Este fue un esfuerzo combinado de los Frentes de Leningrado al mando de Leonid Góvorov  y del Frente del Vóljov al mando de Kirill Meretskov y parte del Segundo Frente Báltico. La Flota del Báltico proporcionó el 30% de la potencia de la aviación para el ataque final contra la Wehrmacht. El 10 de junio de 1944, las fuerzas soviéticas atacaron desde ambas orillas del lago Ládoga a los finlandeses, haciéndolos retroceder hasta la frontera de 1939.
El 27 de enero de 1944, Küchler se reunió con Hitler en Königsberg (Prusia Oriental). el Führer le acusó de cobardía, le dijo que su ejército no estaba luchando lo suficiente y le ordenó que mantuviera sus posiciones a cualquier precio. A pesar de las órdenes de Hitler el 18.º Ejército huía en desbanda. El 31 de enero de 1944, Hitler convocó nuevamente a Küchler a la Guarida del lobo y le relevó del mando del Grupo de Ejércitos Norte, sustituyéndole por el general Walter Model, a quien el Alto Mando alemán llamaba «el león de la defensa».
Tras su destitución, pasó a la reserva, y durante el resto de la guerra no recibió ningún mando más. Los organizadores del atentado contra Hitler, a través de Carl Goerdeler y Johannes Popitz le informaron de sus intenciones y le pidieron su apoyo; Sin embargo, se negó a participar.

### Juicio y condena

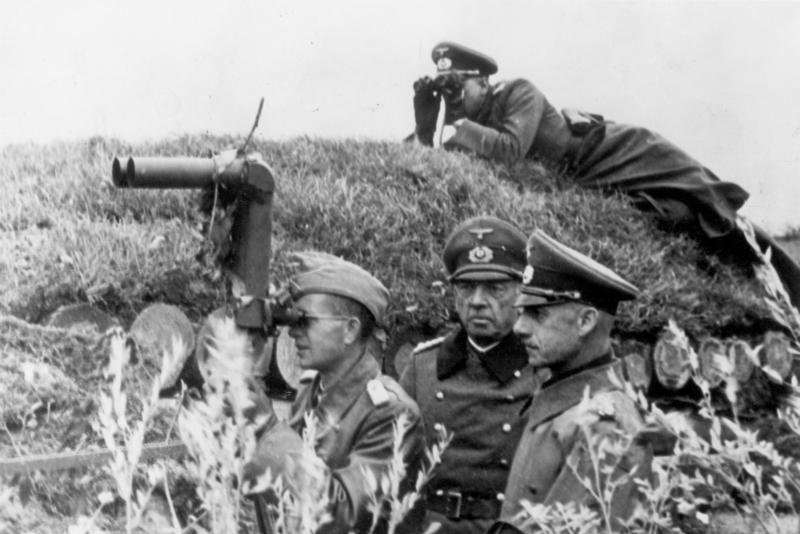
Wilhelm von Leeb y Georg von Küchler en un puesto de observación, el 11 de octubre de 1941

Al final de la Segunda Guerra Mundial, fue arrestado por las autoridades de ocupación estadounidenses. Fue juzgado en el Juicio del Alto Mando, como parte de los Juicios posteriores de Núremberg. En su testimonio sobre los crímenes contra los prisioneros de guerra soviéticos, Küchler admitió que las condiciones en los campos de prisioneros de guerra eran duras, pero insistió en que la causa principal fueron las condiciones invernales de 1941-1942, que calificó como un «acto de Dios». E insistió en que el ejército exageró la mortalidad de los prisioneros de guerra en sus informes en un esfuerzo por recibir más suministros para los prisioneros.
El 27 de octubre de 1948, fue condenado a veinte años de prisión por crímenes de guerra y de lesa humanidad cometidos en la Unión Soviética. Su sentencia fue posteriormente revisada y reducida a doce años de prisión, en 1951. Fue puesto en libertad el 18 de febrero de 1953, después de cumplir únicamente cinco años de condena, oficialmente debido a su edad y a una enfermedad que padecía. Vivió con su esposa en la región de Garmisch-Partenkirchen hasta su muerte el 25 de mayo de 1968.

## Condecoraciones
- Cruz de Hierro (1914) 2.do grado (20 de noviembre de 1914) y 1.er grado (8 de enero de 1915)[3]
- Broche de la Cruz de Hierro (1939) 2.do grado (11 de septiembre de 1939) y 1.er grado (22 de septiembre de 1939)[3]
- Cruz de Caballero de la Cruz de Hierro el 30 de septiembre de 1939 como General der Artillerie y comandante del 3.er Ejército[23]
- Cruz de Caballero de la Cruz de Hierro con Hojas de Roble el 21 de agosto de 1943 como Generalfeldmarschall y comandante del Grupo de Ejércitos Norte.[24]